# Grand séminaire de Ratisbonne
Le grand séminaire diocésain de Ratisbonne (Bischöfliche Priesterseminar Regensburg) est la maison de formation des futurs prêtres du diocèse de Ratisbonne en  Bavière. Il forme aussi les futurs prêtres du diocèse voisin de Passau.

## Histoire

Vue de côté de l'église Saint-Jacques de Ratisbonne.

Des tentatives pour fonder un séminaire à Ratisbonne existent depuis le concile de Trente qui a appelé à établir un séminaire dans chaque diocèse. En raison de diverses oppositions du côté politique et ecclésiastique, ce n'est qu'en 1653, sous le cardinal Franz Wilhelm von Wartenberg, que le «séminaire Saint-Wolfgang» ouvre dans la prébende Saint-Pierre. En 1679, le séminaire, qui à l'époque s'appelait «séminaire bleu» à cause des robes bleues des séminaristes, déménage à Augsbourg.
Après une longue période sans changements majeurs, le séminaire s'installe dans l'ancien collège jésuite du Mittelmünster de Ratisbonne, où jusqu'à quarante séminaristes pouvaient être acceptés. À l'époque de la sécularisation de 1803 des maisons des communautés religieuses, le séminaire n'a pas été dissous en raison de circonstances heureuses. En 1809, cependant, le collège a pris feu pendant la bataille de Ratisbonne après un bombardement de l'armée française. Au cours des treize années suivantes, le séminaire s'installe dans divers bâtiments. Après avoir été initialement situé dans le bâtiment de l'ambassade de France, le prince-évêque Charles-Théodore de Dalberg offre en 1810 sa maison,  donnant sur la place de la Cathédrale (Domplatz). Cela est suivi par des déménagements à l'abbaye Saint-Emmeran. Le coadjuteur Mgr Sailer peut finalement acquérir l'Obermünster de Ratisbonne en 1822. 
En 1852, comme ce lieu n'était pas assez spacieux, l'évêque de Ratisbonne, Mgr von Senestrey, fait fermer avec l'accord de Rome l'abbaye Saint-Jacques (Schottenkloster St. Jakob) qui n'était plus occupée que par quelques moines. Après d'importants travaux de rénovation, les séminaristes s'y installent en 1872.
En 2015, le séminaire accueillait 37 candidats. Il est dirigé par Mgr Martin Priller.

## Formation
La formation sacerdotale se fait au grand séminaire de Ratisbonne en plus de l'étude de la théologie. De 1923 à 1968, certaines matières théologiques et philosophiques s'enseignaient à la faculté de philosophie et de théologie de Ratisbonne. 
Après une année de propédeutique de théologie au séminaire de Passau, les candidats à la prêtrise poursuivent leurs études à l'université de Ratisbonne ou au Studium Rudolphinum de Ratisbonne et demeurent au séminaire de Ratisbonne, où ils suivent aussi un enseignement pratique. 
Depuis 2008, les candidats à la prêtrise du diocèse de Passau suivent leur formation au séminaire de Ratisbonne, le séminaire de Passau ne servant plus qu'à l'année propédeutique et la faculté de théologie de Passau n'assurant plus de cours.

## Institut Pape-Benoît-XVI
Le séminaire de Ratisbonne abrite également l'Institut Pape-Benoît-XVI (Institut-Papst-Benedikt-XVI) qui a commencé ses travaux le 1er septembre 2008. Cet institut est un lieu central de recherche sur la vie et l'œuvre du pape Benoît XVI et dispose des écrits de Joseph Ratzinger (Benoît XVI). Son directeur est l'actuel évêque de Ratisbonne, Mgr Voderholzer.

## Visite du pape en 2006 à Ratisbonne

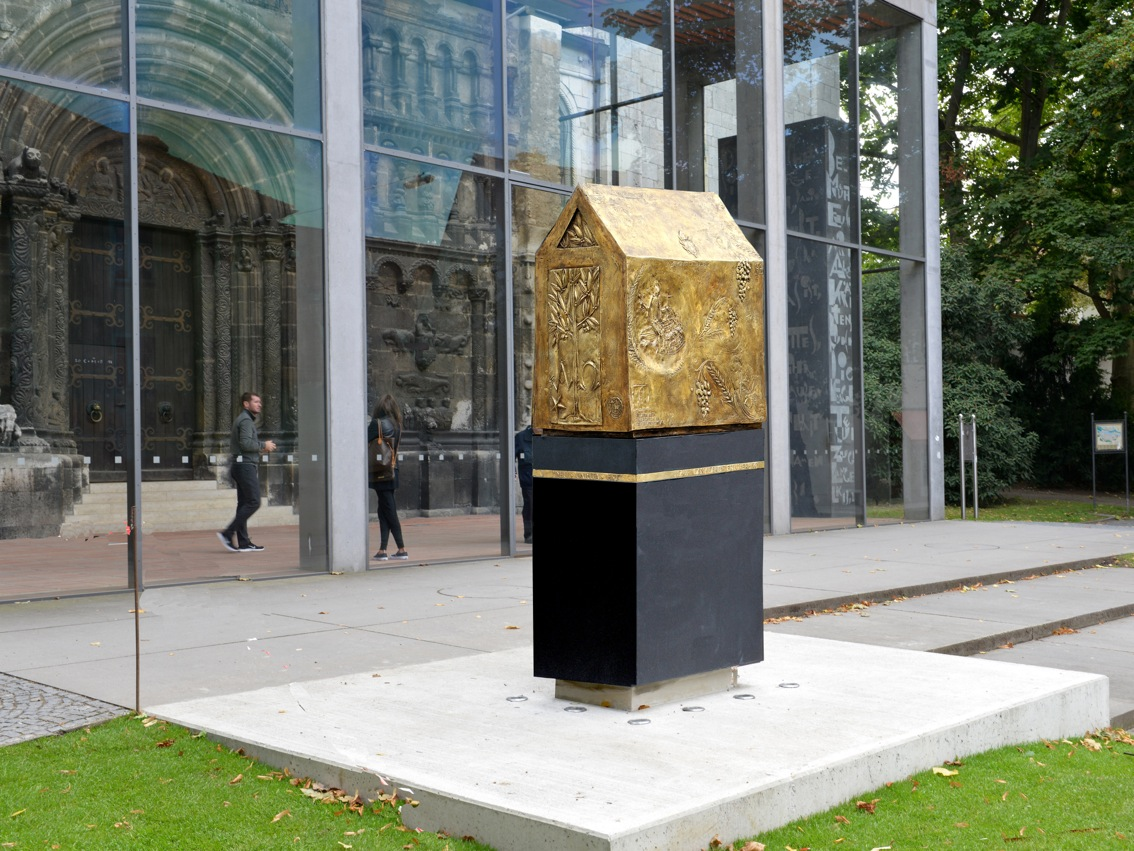
Monument commémorant la visite de Benoît XVI.

Pendant sa visite apostolique en Bavière, le pape Benoît XVI demeure avec sa suite au grand séminaire de Ratisbonne du 11 au 14 septembre 2006. 
Pour commémorer la visite du pontife, une fontaine sur le thème de la première encyclique de Benoît XVI (Deus Caritas est) a été construite dans le cloître de l'ancien Schottenkloster St. Jakob, dans lequel se trouve le séminaire. De plus, un monument en bronze a été érigé devant l'église Saint-Jacques, qui est également destiné à commémorer la visite de Benoît XVI.

## Source de la traduction
- (de) Cet article est partiellement ou en totalité issu de l’article de Wikipédia en allemand intitulé « Priesterseminar Regensburg » (voir la liste des auteurs).